# 扶桑绵粉蚧
扶桑绵粉蚧（学名：Phenacoccus solenopsis）是半翅目粉蚧科绵粉蚧属的昆虫。可寄生于56科、200多种植物。其雌成虫和若虫以吸食植物汁液为生。扶桑绵粉蚧分泌的蜜露易诱发煤污病，导致叶片脱落，严重时可导致植株大面积死亡。